# 大維德施泰因山

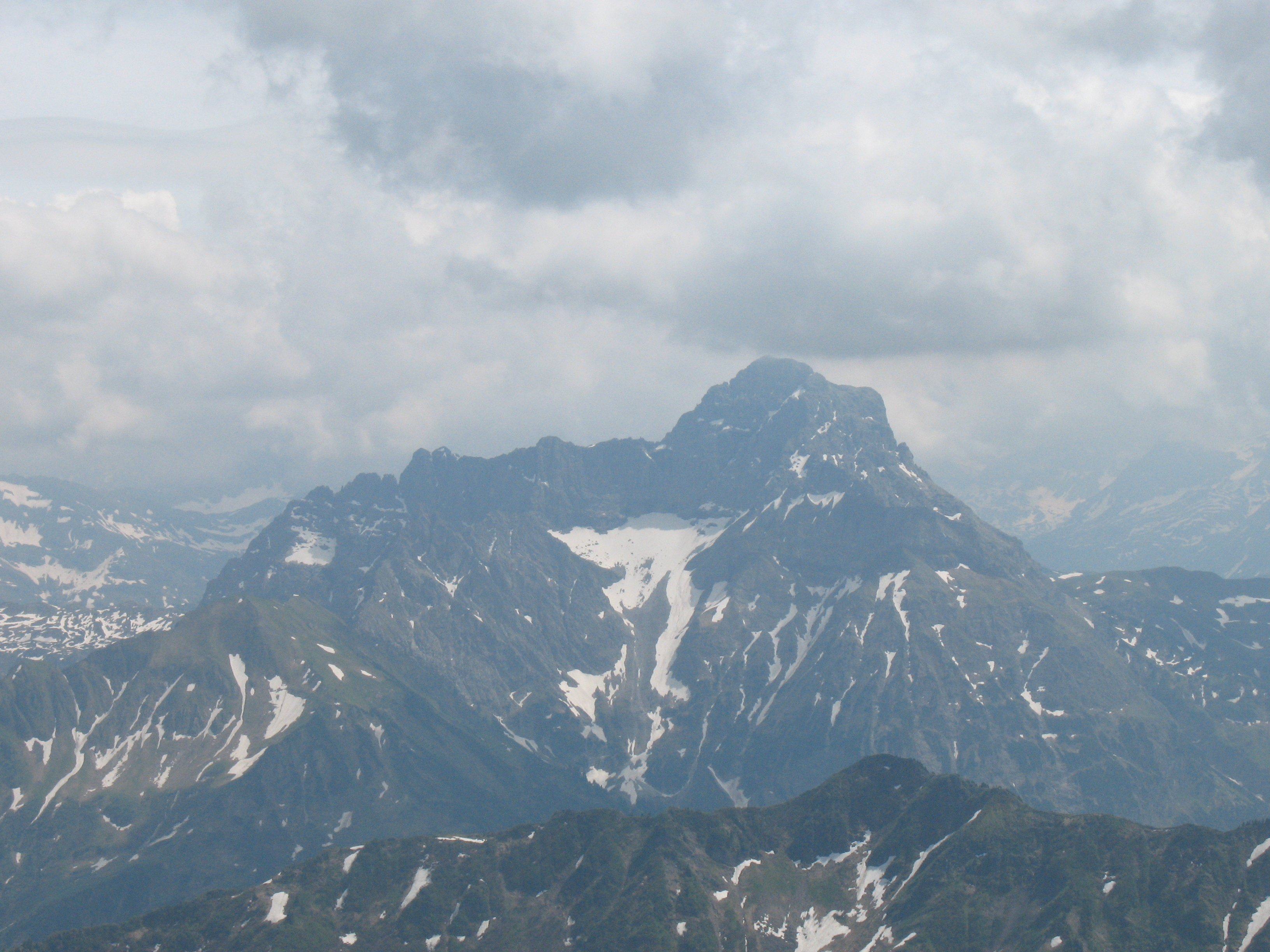

47°17′6″N 10°7′45″E / 47.28500°N 10.12917°E
大維德施泰因山（德語：Großer Widderstein），是奧地利的山峰，位於該國西部，由福拉爾貝格州負責管轄，屬於阿爾高阿爾卑斯山脈的一部分，海拔高度2,533米，每年平均降雨量1,730毫米。